# 3rd Battle Squadron
Il 3rd Battle Squadron, in italiano terza squadra da battaglia, fu una squadra navale della Royal Navy britannica costituita da navi da battaglia attiva dal 1912 al 1945. Il 3rd Battle Squadron (3rd BS) fu inizialmente parte della Home Fleet. Durante la prima guerra mondiale la Home Fleet fu rinominata Grand Fleet. Durante la seconda guerra mondiale la squadra scortò i convogli atlantici.

## Storia

### Prima guerra mondiale
Il 5 agosto 1914 la squadra era composta da otto navi: King Edward VII, Africa, Britannia, Commonwealth, Dominion, Hibernia, Hindustan e Zealandia. La squadra delle otto corazzate pre-dreadnought classe King Edward VII erano soprannominate the wobbly eight ("le traballanti otto") a causa del loro rollio mentre navigavano.
La squadra inizialmente come parte della Grand Fleet fu in supporto degli incrociatori nella Northern Patrol. Il 29 aprile 1916 il 3rd Battle Squadron fu spostato a Sheerness da Rosyth e venne posto sotto il comando del Nore nell'estuario del Tamigi. La mossa fu fatta per avere navi più potenti con compiti di difesa costiera dopo i bombardamenti di Yarmouth e Lowestoft ad opera dei Tedeschi il 24 aprile 1916.
Al tempo della battaglia dello Jutland la squadra consisteva nelle seguenti: Dreadnought (ammiraglia del viceammiraglio E. E. Bradford), Africa, Commonwealth, Hibernia, Dominion, Hindustan, Zealandia e Britannia più l'incrociatore Diamond. Inoltre il 3rd Cruiser Squadron, terza squadra incrociatori, che consisteva negli incrociatori corazzati Antrim, Devonshire e Roxburgh, era accorpata al 3rd BS insieme ai cacciatorpediniere Beaver, Druid, Ferret, Hind, Hornet e Sandfly della 1st Destroyer Flotilla, prima flottiglia cacciatorpediniere, e dal Mastiff e dal Matchless della 10th Destroyer Flotilla.
Rese obsolete dall'entrata in servizio della Dreadnought, le corazzate del 3rd Battle Squadron non giocarono alcun ruolo nella battaglia dello Jutland. Il bisogno di una scorta di cacciatropedinere per queste navi fu in seguito dato come ragione per aver tenuto l'Harwich Force fuori dall'azione allo Jutland.
In seguito alla perdita della King Edward VII nel gennaio 1916, l'Africa e la Britannia servirono nel Mediterraneo nel 1916–17.
La squadra fu smantellata il 20 aprile 1918.

### Seconda guerra mondiale
All'inizio della seconda guerra mondiale la squadra formava parte della Channel Force e comprendeva due navi:
Retroammiraglio L. E. Holland
- Resolution - capitano C. H. Knox Little
- Revenge - capitano E. R. Archer

In seguito la squadra fu basata ad Halifax, in Nuova Scozia, ed era responsabile della difesa dei convogli atlantici. La RMS Ascania, un incrociatore ausiliario, fu parte della squadra in questo periodo. Seaborn, una base della Fleet Air Arm, fu stabilita presso la stazione della RCAF di Dartmouth nel settembre 1940. Seaborn servì come base terrestre per la manutenzione degli Swordfish e dei Walrus assegnati al 3rd BS.
Nel 1942 il 3rd Battle Squadron comprendeva:
Viceammiraglio W. E. C. Tait
- Resolution - capitano A. R. Halfhide
- Ramillies - capitano D. N. C. Tuffnell
- Revenge - capitano L. V. Morgan
- Royal Sovereign - capitano R. H. Portal

Salpò per l'estremo oriente e divenne parte della Eastern Fleet. La squadra era parte della Forza B. Davanti alle forze superiori della squadra giapponese Kido Butai, durante il loro raid del 1942 nell'Oceano Indiano, i componenti lenti della Eastern Fleet, inclusa la Forza B di corazzate, furono fatti ritirare fino a Kilindini, nell'africa orientale, per evitare la loro completa distruzione a causa delle forze giapponesi. La Hermes, unica portaerei della Forza B, fu distaccata e distrutta vicino a Ceylon.
Nel 1945 la squadra consisteva in due corazzate, la Queen Elizabeth e la francese Richelieu, 2 portaerei di scorta, 4 incrociatori e 6 cacciatorpediniere. Le due corazzate e le portaerei erano parte delle forze di copertura dell'operazione Dracula, la riconquista di Rangoon. In quel tempo il comandante della squadra era il viceammiraglio H.T.C. Walker.

## Ammiragli comandanti
- Viceammiraglio Sir Cecil Burney (1912–13)
- Viceammiraglio Sir Lewis Bayly (1913–14)
- Viceammiraglio Sir Edward Bradford (1914–16)
- Viceammiraglio Sir John de Robeck (maggio-novembre 1916)
- Viceammiraglio Sir Herbert Heath (1916–17)
- Viceammiraglio Sir Dudley de Chair (1917–18)
- Retroammiraglio Sir Douglas Nicholson (aprile-ottobre 1919)
- Retroammiraglio Hugh Watson (1924–25)
- Viceammiraglio Sir Michael Hodges (aprile 1925–26)
- Retroammiraglio Francis Mitchell (marzo-maggio 1926)
- Retroammiraglio Roger Backhouse (maggio 1926–27)
- Viceammiraglio Percival Hall-Thompson (1927–28)
- Retroammiraglio John Casement (1928–29)
- Retroammiraglio Henry Kitson (1929–30)
- Retroammiraglio George Hyde (1930–31)
- Retroammiraglio Lancelot Holland (1939–40)
- Retroammiraglio Stuart Bonham Carter (1940–42)
- Viceammiraglio Sir Algernon Willis (1942–43)
- Viceammiraglio Harold Walker (1944–45)

## Retroammiragli secondi in comando
- Retroammiraglio Sir Christopher G. F. M. Cradock, 29 agosto 1911
- Retroammiraglio Cecil F. Thursby, 29 agosto 1912 – 29 agosto 1913
- Retroammiraglio Montague E. Browning, 29 agosto 1913
- Retroammiraglio Sydney R. Fremantle, 27 luglio 1915 – febbraio 1916
- Retroammiraglio Cecil F. Dampier, 13 marzo 1916 – 14 marzo 1917
- Retroammiraglio Douglas R. L. Nicholson, 13 marzo 1917 – 21 settembre 1917
- Retroammiraglio Sir Roger R. C. Backhouse, 5 maggio 1926 – 5 maggio 1927
- Retroammiraglio Lancelot E. Holland, 25 agosto 1939 – 29 dicembre 1939
- Retroammiraglio Stuart S. Bonham-Carter, 1 gennaio 1940 – 30 settembre 1941